# Andreína Solórzano
Andreína Solórzano García (Caracas, 28 de agosto de 1984) es una periodista y presentadora de noticias venezolana, radicada desde 2009 en Colombia. Ha trabajado tanto en radio como en televisión. Actualmente presenta la última emisión de Noticias Caracol.

## Carrera en los medios
Estudió Comunicación social y Periodismo en la Universidad Católica Andrés Bello de Caracas, en Venezuela. Mientras estudiaba dirigió un espacio radial en su natal país, luego pasó a dos emisoras radiales de corte juvenil. Debuta en televisión, en el canal La Tele, en Caracas, en el programa Rumba, gaitas y pupitres.
Se trasladó a Colombia en 2009, en compañía de su pareja de entonces, el actor venezolano Andrés Suárez, quien por aquella época había decidido radicarse definitivamente en territorio colombiano. Andreína viajó con él debido a que el gobierno de Venezuela expropió la estación de radio donde ella trabajaba. Realizó pruebas en La FM de RCN Radio y en Buscando la noche con Yamid Amat, Jr., pero su ingreso no se concretó por problemas de visa de trabajo. Posteriormente se desempeñó como presentadora de eventos corporativos. Más tarde entró a hacer parte del equipo de Destapa Futuro, un reality transmitido por el Canal Uno y patrocinado por la Fundación Bavaria.
Llegó a CM& para reemplazar temporalmente a Alexandra Santos, quién era la presentadora titular de la sección de entretenimiento. Luego se convirtió en presentadora de Lo Más &, un programa de entretenimiento internacional. Dos meses después se integró al noticiero dirigido por Yamid Amat, como presentadora de cultura y entretenimiento de la edición central. Después de seis años en CM&, se incorporó en mayo de 2017 a Noticias Caracol, como presentadora del segmento internacional en la emisión central del informativo. También hace parte de Sala de Prensa en Blu Radio, como parte de su mesa de trabajo. Desde 2020, es la presentadora de Última edición, además de ser la presentadora suplente de la emisión central en Noticias Caracol.
En 2021, ganó el premio "India Catalina" como mejor presentadora de noticias.

## Vida personal
Actualmente está casada con el también venezolano Jesús Márquez, con quien contrajo matrimonio en 2019.

## Premios y nominaciones
| Año  | Premiación             | Trabajo nominado | Categoría                     | Resultado |
| ---- | ---------------------- | ---------------- | ----------------------------- | --------- |
| 2021 | Premios India Catalina | Noticias Caracol | Mejor presentador de noticias | Ganadora  |